# Asha Philip
Asha Solette Philip (* 25. Oktober 1990 in London) ist eine britische Sprinterin, die sich auf den 100-Meter-Lauf spezialisiert hat. Mit der britischen 4-mal-100-Meter-Staffel gewann sie 2016 und 2021 je eine Bronzemedaille bei den Olympischen Spielen und bei Weltmeisterschaften konnte sie bisher drei Medaillen gewinnen. Zudem siegte sie bei den Commonwealth Games und Europameisterschaften und wurde 2017 Halleneuropameisterin im 60-Meter-Lauf.

## Sportliche Laufbahn
Erste internationale Erfahrungen sammelte Asha Philip bei den Juniorenweltmeisterschaften 2006 in Peking, bei denen sie in 11,48 s den vierten Platz im 100-Meter-Lauf belegte. Zudem erreichte sie mit der britischen 4-mal-100-Meter-Staffel in 44,74 s Rang sechs. Im Jahr darauf siegte sie in 11,46 s bei den Jugendweltmeisterschaften Ostrava über 100 Meter und gewann bei den U23-Europameisterschaften vier Jahre später ebendort in 44,34 s die Bronzemedaille mit der britischen Mannschaft. 2012 gelangte sie bei den Hallenweltmeisterschaften in Istanbul im 60-Meter-Lauf bis in das Halbfinale, in dem sie mit 7,24 s ausschied. Im Jahr darauf wurde sie bei den Halleneuropameisterschaften in Göteborg in 7,15 s Fünfte über 60 Meter und erreichte bei den Weltmeisterschaften in Moskau das Halbfinale über 100 Meter, in dem sie mit 11,35 s ausschied. 2014 wurde sie bei den Hallenweltmeisterschaften im polnischen Sopot in 7,11 s Vierte über 60 Meter, wie auch bei den Commonwealth Games in Glasgow in 11,18 s über 100 Meter. Zudem gewann sie mit der englischen Staffel in der 4-mal-100-Meter-Staffel in 43,10 s die Bronzemedaille hinter den Mannschaften aus Jamaika und Nigeria. Zuvor belegte sie in 42,75 s mit der Staffel den fünften Platz bei den IAAF World Relays 2014 auf den Bahamas. Mit der 4-mal-200-Meter-Staffel klassierte sich die Mannschaft in 1:29,61 min auf Rang zwei. Sie qualifizierte sich zudem für die Europameisterschaften in Zürich, bei denen sie mit 11,24 s über 100 Meter knapp den Einzug ins Finale verpasste und mit der britischen 4-mal-100-Meter-Stafette in 42,24 s siegte. Beim Continental-Cup in Marrakesch kam sie mit der europäischen 4-mal-100-Meter-Stafette auf den zweiten Platz.
Bei den IAAF World Relays 2015 gelangte sie diesmal in 42,84 s auf Rang drei. Im Sommer erfolgte die erneute Teilnahme an den Weltmeisterschaften in Peking, bei denen sie über 100 Meter ins Halbfinale gelangte und dort mit 11,21 s ausschied. Im Staffelbewerb wurde sie in 42,10 s Vierte. 2016 wurde sie bei den Hallenweltmeisterschaften in Portland in 7,14 s erneut fünfte und bei den Europameisterschaften in Amsterdam in 11,27 s Vierte. Zudem gewann sie mit der britischen Stafette in 42,45 s die Silbermedaille hinter den Niederländerinnen. Des Weiteren qualifizierte sie sich erstmals für die Olympischen Spiele in Rio de Janeiro, bei denen sie im 100-Meter-Bewerb mit 11,33 s im Halbfinale ausschied und mit der Staffel in der Besetzung Philip, Desirèe Henry, Dina Asher-Smith und Daryll Neita mit neuem britischen Rekord von 41,77 s im Finale die Bronzemedaille hinter den Vereinigten Staaten und Jamaika gewann.
Bei den Halleneuropameisterschaften 2017 in Belgrad gewann sie mit neuem britischen Rekord von 7,06 s die Goldmedaille im 60-Meter-Lauf. Im Sommer erreichte sie bei den Weltmeisterschaften in London das Halbfinale über 100 Meter, in dem sie mit 11,19 s ausschied. Zudem gewann sie im Staffelbewerb in 42,12 s die Silbermedaille hinter den US-Amerikanerinnen. Im Jahr darauf schied sie bei den Hallenweltmeisterschaften in Birmingham mit 7,13 s im Halbfinale aus und wurde bei der erneuten Teilnahme an den Commonwealth Games im australischen Gold Coast Anfang April in 11,28 s Vierte über 100 Meter. Zudem siegte sie mit der englischen Frauenstaffel in 42,46 s. Im August wurde sie bei den Europameisterschaften in Berlin in 41,88 s erneut Europameisterin mit der 4-mal-100-Meter-Staffel. 2019 konnte sie ihren Titel bei den Halleneuropameisterschaften in Glasgow ihren Titel nicht verteidigen, gewann aber hinter der Polin Ewa Swoboda und Dafne Schippers aus den Niederlanden in 7,15 s die Bronzemedaille im 60-Meter-Lauf. Ende September schied sie bei den Weltmeisterschaften in Doha mit 11,35 s in der Vorrunde über 100 Meter aus und gewann im Staffelbewerb in 41,85 s gemeinsam mit Dina Asher-Smith, Ashleigh Nelson und Daryll Neita die Silbermedaille hinter dem Team Jamaikanerinnen. 2021 startete sie über 100 Meter erneut bei den Olympischen Sommerspielen in Tokio und schied dort mit 11,30 s im Semifinale aus. Zusammen mit Imani Lansiquot, Dina Asher-Smith und Daryll Neita gewann sie im Wettbewerb über 4-mal 100 Meter die Bronzemedaille in 41,88 s hinter den Teams aus Jamaika und den Vereinigten Staaten.
2022 belegte sie bei den Weltmeisterschaften in Eugene in 42,75 s im Finale den sechsten Platz in der 4-mal-100-Meter-Staffel und anschließend schied sie bei den Commonwealth Games in Birmingham mit 11,35 s im Halbfinale über 100 Meter aus und gewann mit der englischen Staffel in 42,41 s gemeinsam mit Imani Lansiquot, Bianca Williams und Daryll Neita die Silbermedaille hinter dem nigerianischen Team. Daraufhin kam sie bei den Europameisterschaften in München im Staffelbewerb im Finale nicht ins Ziel. Im Jahr darauf erreichte sie bei den Halleneuropameisterschaften in Istanbul das Halbfinale über 60 Meter und schied dort mit 7,35 s aus. Im August gewann sie bei den Weltmeisterschaften in Budapest mit der Staffel in 41,97 s gemeinsam mit Imani Lansiquot, Bianca Williams und Daryll Neita die Bronzemedaille hinter den Teams aus den Vereinigten Staaten und Jamaika. Bei den World Athletics Relays 2024 auf den Bahamas verhalf sie der 4-mal-100-Meter-Staffel zum Einzug in die Finalrunde, wie auch im Juni bei den Europameisterschaften in Rom, womit sie zum Gewinn der Goldmedaille beitrug.
In den Jahren 2013 und 2014 sowie 2016 und 2017 wurde sie Britische Meisterin im 100-Meter-Lauf. Zudem sicherte sie sich die Hallenmeistertitel über 60 Meter 2013 und 2014 sowie von 2016 bis 2018.

## Persönliches
Philip absolvierte ein Studium für Theaterwissenschaften an der Kingston University in London. Als Teenager war sie zudem auch als Trampolinspringerin aktiv, wurde aber immer wieder durch Verletzungen ausgebremst. Auch die Nichtteilnahme an den Olympischen Spielen 2008 und 2012 lässt sich auf ehemalige Verletzungen zurückführen. Sie ist das Kind zweier Einwanderer aus Antigua und Jamaika.

## Persönliche Bestzeiten
- 100 Meter: 11,10 s (+1,8 m/s), 24. Mai 2015 in Hengelo
  - 60 Meter (Halle): 7,06 s, 5. März 2017 in Belgrad (britischer Rekord)